# آرزواندیشی
پندار آرزومندانه یا آرزواندیشی (به انگلیسی: Wishful thinking) یعنی شکل‌گیری یک باور و تصمیم‌گیری برپایهٔ مطالبی که شاید خوشایند به نظر آیند، ولی به دور از شواهد و منطق و واقعیّات هستند. مطالعات گوناگون نشان داده که در شرایط برابریِ تمام عوامل دیگر، افراد دارای پندار آرزومندانه نتایج مثبت را بیش‌تر از نتایج منفی احتمال می‌دهند.
کریستفر بوکر (Christopher Booker) پندار آرزومندانه را چنین تشریح می‌کند:

«چرخهٔ اوهام».... الگویی که در زندگی شخصی و سیاست و تاریخ… و در داستان‌گویی تکرار می‌شود. هنگامی که انگیزهٔ ناخودآگاه ما از دست زدن به کاری، پندار آرزومندانهٔ ماست، ممکن است چند صباحی، که شاید به توان آن را «مرحلهٔ رویا» نامید، همه چیز بر وفق مراد به نظر آید؛ ولی چون این داستان ذهنی هرگز با واقعیّت سر سازگاری نخواهد داشت، ادامهٔ آن در زمان گردش مسیرِ وقایع، به سمت نامطلوب، منجر به «مرحلهٔ ناامیدی» می‌شود. چون همه چیز نامطلوب می‌گردد، تراکم فشار واقعیّت، منجر به «مرحلهٔ کابوس» می‌شود که نهایت آن «انفجار به درون واقعیّت» است، و آن هنگامی است که آن توهّم بالاخره در هم فرو می‌ریزد.